# ГЕС Ренасе
ГЕС Ренасе  (ісп. Renace)— гідроелектростанція у центральній частині Гватемали, за сотню кілометрів на північний схід від столиці країни міста Гватемала. Знаходячись перед ГЕС Ренасе II, становить верхній ступінь каскаду на річці Кахабон, котра впадає ліворуч до Полочик незадовго до завершення останньої в озері Ісабаль (дренується через Ріо-Дульсе в Гондураську затоку Карибського моря).
В межах проекту річку перекрили бетонною гравітаційною греблею висотою 7,5 метра та довжиною 27 метрів, яка не утворює суттєвого сховища (лише 120 тис. м3) та призначена для спрямування ресурсу до прокладеної по лівобережжю дериваційної траси. Остання складається з двох каналів довжиною 2 км та 4,1 км, розділених тунелем довжиною 1,5 км. Вона також з'єднується з верхнім балансувальним резервуаром, який має коливання рівня поверхні в операційному режимі між позначками 1184 та 1193 метри НРМ, що забезпечує корисний об'єм у 450 тис. м3 (оскільки це повністю штучна водойма, загальний об'єм не набагато більше — 471 тис. м3).
Через напірний водовід довжиною 0,25 км зі спадаючим діаметром від 2,1 до 1,3 метра ресурс подається до машинного залу. Останній обладнаний трьома турбінами типу Френсіс загальною потужністю 68,1 МВт, які працюють при напорі у 210 метрів.
Відпрацьована вода спрямовується на наступну станцію Renace II.